# Mauro Testa
Mauro Testa (Malcesine, 19 de febrero de 1947-Cali, Colombia, 29 de julio de 2021) fue un deportista italiano que compitió en vela en la clase Star. Ganó una medalla de plata en el Campeonato Europeo de Star de 1979.

## Palmarés internacional
| Campeonato Europeo | Campeonato Europeo | Campeonato Europeo | Campeonato Europeo |
| Año                | Lugar              | Medalla            | Clase              |
| ------------------ | ------------------ | ------------------ | ------------------ |
| 1979               | ND                 | Medalla de plata   | Star               |